# Священная лига (1511)
Священная лига 1511 года — союз итальянских государств, созданный 1 октября 1511 года, между римским папой Юлием II, Венецианской республикой, Фердинандом II Арагонским и швейцарскими кантонами, направленный против французского короля Людовика XII. Генрих VIII, король Англии, присоединился к лиге в ноябре 1511 года, после свадьбы с дочерью короля Арагона. В 1512 году император Максимилиан I Габсбург разорвал союзнические отношения с Францией и также присоединился к Священной Лиге.
Лига была создана вскоре после развала в 1510 году Камбрейской Лиги, когда папа Юлий II вступил в союз с Францией против Венецианской республики. Целью Священной лиги стала борьба с экспансионистскими амбициями Людовика XII, «освобождение Италии» и изгнание французских оккупантов из Миланского герцогства.